# トレヴァー・プラングリー
トレヴァー・プラングリー（Trevor Prangley、1972年8月24日 - ）は、南アフリカ共和国の男性総合格闘家。西ケープ州ケープタウン出身。アメリカン・キックボクシング・アカデミー所属。元KOTC世界ライトヘビー級王者。元MFCライトヘビー級王者。元Bodogミドル級王者。トレバー・プラングレーとも表記される。

## 来歴
4歳からレスリングを始め、23歳でフリースタイルの南アフリカ王者となる。1996年にオリンピック予選準決勝で敗退し、渡米。北アイダホ大学でレスリングを続けた。
1998年の大学卒業と同時にブラジリアン柔術を始めた。
2001年1月18日、プロ総合格闘技デビュー。
2003年9月6日、IFC世界ライトヘビー級王座決定トーナメント1回戦でレナート・ババルと対戦し、判定負け。
2004年6月19日、UFC初参戦となったUFC 48でカーティス・スタウトと対戦し、ネックロックで一本勝ち。
2007年7月14日、Bodogミドル級王座決定戦で近藤有己と対戦し、TKO勝ちを収め王座獲得に成功した。
2009年5月15日、MFCライトヘビー級タイトルマッチでエマニュエル・ニュートンと対戦し、判定勝ちを収め王座獲得に成功した。
2010年2月26日、Strikeforce Challengers 6でカール・"サイコ"・アモーゾと対戦。1R途中、プラングリーの指がアモーゾの右目に入り、ドクターチェックにより試合続行不可能と判断されテクニカルドローとなった。
2010年9月11日、Shark Fightsのメインイベントでキース・ジャーディンと対戦し、2-1の判定勝ちを収めた。
2011年1月29日、Strikeforce: Diaz vs. Cyborgでホジャー・グレイシーと対戦し、チョークスリーパーで一本負けを喫した。
2011年7月16日、DREAM初参戦となったDREAM JAPAN GP FINALで水野竜也と対戦し、膝蹴りでKO負け。
2011年11月19日、Bellator初参戦となったBellator 58でヘクター・ロンバードと対戦し、パウンドでTKO負けを喫した。

## 戦績
| 総合格闘技 戦績 | 総合格闘技 戦績 | 総合格闘技 戦績 | 総合格闘技 戦績 | 総合格闘技 戦績 | 総合格闘技 戦績 | 総合格闘技 戦績 |
| --------------- | --------------- | --------------- | --------------- | --------------- | --------------- | --------------- |
| 39 試合         | (T)KO           | 一本            | 判定            | その他          | 引き分け        | 無効試合        |
| 29 勝           | 6               | 12              | 11              | 0               | 1               | 0               |
| 9 敗            | 3               | 3               | 3               | 0               | 1               | 0               |

| 勝敗 | 対戦相手                   | 試合結果                             | 大会名                                                                       | 開催年月日     |
| ○    | ダン・モリーナ             | 3R 2:06 キムラロック                 | KOTC: Fighting Legends 【KOTC世界ライトヘビー級タイトルマッチ】              | 2013年4月13日  |
| ○    | ブランドン・アンダーソン   | 1R 2:54 キムラロック                 | KOTC: Free Fall 2 【KOTC世界ライトヘビー級タイトルマッチ】                   | 2013年2月22日  |
| ○    | トニー・ロペス             | 4R 1:10 負傷判定2-0                  | KOTC: Vigilante 【KOTC世界ライトヘビー級王座決定戦】                         | 2012年12月20日 |
| ○    | マイク・クック             | 1R終了時 TKO（ドクターストップ）     | KOTC: Breaking Point                                                         | 2012年8月23日  |
| ○    | ジョージ・ストーク         | 3R 2:42 リアネイキドチョーク         | KOTC: Wild Card                                                              | 2012年5月17日  |
| ○    | バガ・アガエフ             | 3R 2:03 KO（右フック→パウンド）      | Super Fight League 3                                                         | 2012年5月6日   |
| ×    | ヘクター・ロンバード       | 2R 1:06 TKO（パウンド）              | Bellator 58                                                                  | 2011年11月19日 |
| ×    | 水野竜也                   | 1R 4:41 KO（膝蹴り）                 | DREAM JAPAN GP FINAL -2011バンタム級日本トーナメント決勝戦-                  | 2011年7月16日  |
| ×    | ホジャー・グレイシー       | 1R 4:19 チョークスリーパー           | Strikeforce: Diaz vs. Cyborg                                                 | 2011年1月29日  |
| ○    | キース・ジャーディン       | 5分3R終了 判定2-1                    | Shark Fights 13: Jardine vs. Prangley                                        | 2010年9月11日  |
| ×    | ティム・ケネディ           | 1R 3:35 チョークスリーパー           | Strikeforce: Los Angeles                                                     | 2010年6月16日  |
| △    | カール・"サイコ"・アモーゾ | 1R 4:14 テクニカルドロー（サミング） | Strikeforce Challengers 6                                                    | 2010年2月26日  |
| ○    | マーカス・サルサ           | 1R 4:40 チョークスリーパー           | Shark Fights 7 【Shark Fightsライトヘビー級王座決定戦】                      | 2009年11月28日 |
| ○    | デニス・リード             | 1R 0:20 KO（パンチ）                 | Arena Rumble: Horn vs. Guida                                                 | 2009年9月12日  |
| ○    | エマニュエル・ニュートン   | 5分5R終了 判定3-0                    | MFC 21: Hard Knocks 【MFCライトヘビー級タイトルマッチ】                      | 2009年5月15日  |
| ○    | イシドロ・ゴンザレス       | 1R 3:41 チョークスリーパー           | PFA: Champion vs. Champion                                                   | 2009年3月27日  |
| ○    | アンソニー・ルイス         | 5分3R終了 判定3-0                    | Strikeforce: At The Mansion 2                                                | 2008年9月20日  |
| ×    | ジョルジ・サンチアゴ       | 1R 2:31 KO（ボディへの膝蹴り）       | Strikeforce: Four Men Enter, One Man Survives 【ミドル級トーナメント 決勝】  | 2007年11月16日 |
| ○    | ファラニコ・ヴァイタレ     | 2R 2:12 負傷判定1-0                  | Strikeforce: Four Men Enter, One Man Survives 【ミドル級トーナメント 1回戦】 | 2007年11月16日 |
| ○    | 近藤有己                   | 2R終了時 TKO（ドクターストップ）     | BodogFight: Alvarez vs. Lee 【Bodogミドル級王座決定戦】                      | 2007年7月14日  |
| ○    | ピエール・ギレット         | 1R 1:50 チョークスリーパー           | BodogFight: Costa Rica Combat                                                | 2007年2月17日  |
| ○    | アンドレイ・シモノフ       | 5分3R終了 判定3-0                    | BodogFight: USA vs. Russia                                                   | 2006年12月2日  |
| ○    | アンソニー・ルイス         | 1R 4:42 腕ひしぎ十字固め             | Strikeforce: Tank vs. Buentello                                              | 2006年10月7日  |
| ○    | ケイシー・ウスコーラ       | 2R 0:35 肩固め                       | BodogFight: To the Brink of War                                              | 2006年8月22日  |
| ×    | チェール・ソネン           | 5分3R終了 判定0-3                    | Ultimate Fight Night 4                                                       | 2006年4月6日   |
| ×    | ジェレミー・ホーン         | 5分3R終了 判定0-3                    | UFC 56: Full Force                                                           | 2005年11月19日 |
| ○    | トラヴィス・ルター         | 5分3R終了 判定3-0                    | UFC 54: Boiling Point                                                        | 2005年8月20日  |
| ○    | マット・ホーウィッチ       | 5分3R終了 判定3-0                    | SportFight 9: Respect                                                        | 2005年3月26日  |
| ×    | リコ・ハッティン           | 3R 4:40 三角絞め                     | African Fighting Championships: All or Nothing                               | 2005年2月26日  |
| ○    | カーティス・スタウト       | 2R 1:05 ネックロック                 | UFC 48: Payback                                                              | 2004年6月19日  |
| ○    | アンドレイ・シモノフ       | 5分3R終了 判定3-0                    | Euphoria: Russia vs. USA                                                     | 2004年3月13日  |
| ○    | シェイン・シャーツァー     | 1R 1:31 ギブアップ（パンチ連打）     | Kickdown Classic 8                                                           | 2004年1月17日  |
| ×    | レナート・ババル           | 5分3R終了 判定0-3                    | IFC: Global Domination 【ライトヘビー級王座決定トーナメント 1回戦】          | 2003年9月6日   |
| ○    | チェール・ソネン           | 1R 2:49 腕ひしぎ十字固め             | XFA 5: Redemption                                                            | 2003年1月25日  |
| ○    | マニー・バレーラ           | 3R TKO（パンチ連打）                 | CFM: Ultimate Fighting                                                       | 2002年10月26日 |
| ○    | ブレット・シャファー       | 5分3R終了 判定3-0                    | CFM: Ultimate Fighting                                                       | 2002年10月26日 |
| ○    | カイル・シールズ           | 5分3R終了 判定3-0                    | Ultimate Athlete 3: Vengence                                                 | 2002年8月10日  |
| ○    | ダーシー・ランカスター     | 1R KO（パンチ連打）                  | Gladiators Vale Tudo                                                         | 2001年3月10日  |
| ○    | ジョー・ガルシア           | 1R 膝十字固め                        | Bushido 1                                                                    | 2001年1月18日  |

## 獲得タイトル
- 初代Bodogミドル級王座（2007年）
- 第4代MFCライトヘビー級王座（2009年）
- 初代Shark Fightsライトヘビー級王座（2009年）
- 第7代KOTC世界ライトヘビー級王座（2012年）